# Alcor Life Extension Foundation
L'Alcor Life Extension Foundation, ou plus simplement Alcor, est une organisation américaine à but non lucratif basée à Scottsdale, Arizona, aux États-Unis. Alcor défend, recherche et pratique la cryogénisation, c'est-à-dire la congélation de corps et de cerveaux humains dans de l'azote liquide après la mort, dans l'espoir de les ressusciter au cas où une technologie qui le permettrait était développée dans le futur. La cryogénie est considérée avec scepticisme par la communauté scientifique dominante et a parfois été qualifiée de charlatanisme et de pseudoscience,.
Au 31 août 2019, Alcor comptait 1 731 membres, dont 172 sont morts et dont les cadavres ont été soumis à des procédés cryogéniques,. 96 de ces corps n'ont conservé que leur tête. Alcor applique également son procédé cryogénique aux corps des animaux de compagnie. Au 13 février 2009, 33 corps d'animaux avaient été préservés.

## Histoire
L'organisation a été créée en Californie en 1972 par Fred et Linda Chamberlain sous le nom d'Alcor Society for Solid State Hypothermia (ALCOR). Alcor a été nommée d'après une étoile faible de la constellation de la Grande Ourse. Le nom a été changé en Alcor Life Extension Foundation en 1977. L'organisation a été conçue comme une organisation cryogénique rationnelle, orientée vers la technologie, qui serait gérée sur une base financièrement conservatrice. Alcor a fait de la publicité dans des mailings et a proposé des séminaires afin d'attirer les membres et d'attirer l'attention sur le mouvement de la cryogénie. Le premier de ces séminaires a attiré 30 personnes.
Le 16 juillet 1976, Alcor a effectué sa première cryopréservation humaine sur le père de Fred Chamberlain. Cette même année, la recherche en cryogénie a commencé avec un financement initial fourni par la Manrise Corporation. À cette époque, le bureau d'Alcor consistait en une unité chirurgicale mobile dans une grande camionnette. Trans Time, Inc, une organisation de cryogénisation dans la région de la baie de San Francisco, a fourni les procédures de préservation initiales et le stockage à long terme jusqu'à ce qu'Alcor commence à faire son propre stockage en 1982.
En 1977, des statuts ont été déposés à Indianapolis par l'Institute for Advanced Biological Studies (IABS) et Soma, Inc. L'IABS était une start-up de recherche à but non lucratif dirigée par un jeune passionné de cryogénisation nommé Steve Bridge, tandis que Soma était destiné à être une organisation à but lucratif pour fournir des services de cryoconservation et de stockage humain. Son président, Mike Darwin, est devenu par la suite président d'Alcor. Steve Bridge a également occupé ce poste de nombreuses années plus tard. IABS et Soma ont déménagé en Californie en 1981. Soma a été dissoute, tandis qu'IABS a fusionné avec Alcor en 1982.
Alcor a connu une croissance lente au cours de ses premières années d'existence. En 1984, elle a fusionné avec la Cryonics Society of South Florida. Alcor ne comptait que 50 membres en 1985, année où elle a cryopréservé son troisième patient. Cependant, pendant cette période, les chercheurs associés à Alcor ont apporté certaines des techniques les plus importantes liées à la cryopréservation, ce qui a finalement conduit à la méthode de vitrification actuelle.
L'augmentation du nombre de membres au cours de cette période est partiellement attribuée à la publication en 1986 de l'ouvrage d'Eric Drexler, Engines of Creation, qui a lancé l'idée de la nanotechnologie et contenait également un chapitre sur la cryogénie. En 1986, un groupe de membres d'Alcor crée Symbex, une petite société d'investissement qui a financé un bâtiment à Riverside, en Californie, pour être loué par Alcor. Alcor a déménagé de Fullerton, en Californie, dans le nouveau bâtiment de Riverside en 1987 ; Timothy Leary a participé à l'inauguration. Alcor a cryopréservé l'animal de compagnie d'un de ses membres en 1986, et deux personnes en 1987. Trois cas humains ont été traités en 1988, y compris le premier patient d'Alcor dont le corps est conservé en entier, et un en 1989. À cette époque, Alcor détenait 20 % des parts de Symbex, avec un objectif de 51 %. En septembre 1988, Leary a annoncé qu'il avait signé avec Alcor, devenant ainsi la première célébrité à devenir membre d'Alcor. Leary est ensuite passé à une autre organisation de cryogénisation, CryoCare, puis a complètement changé d'avis, puisqu'il sera incinéré à sa mort. Le vice-président, directeur, chef de l'équipe de suspension et chirurgien en chef d'Alcor, Jerry Leaf, est mort subitement d'une crise cardiaque en 1991.
En 1990, Alcor a atteint le seuil de 300 membres et a ainsi dépassé la capacité de son siège social en Californie, qui était la plus grande installation de cryogénie du monde. L'organisation souhaitait rester dans le comté de Riverside, mais en réponse aux inquiétudes concernant la vulnérabilité des installations californiennes aux risques de tremblement de terre, l'organisation a acheté un bâtiment à Scottsdale, en Arizona, en 1993 et y a transféré ses corps stockés en 1994.
L'homme d'affaires canadien Robert Miller, fondateur de Future Electronics, a fourni des fonds de recherche à Alcor avant 2007.

## Politique et procédures
La plupart des membres d'Alcor financent la préservation cryogénique par le biais de polices d'assurance-vie qui désignent Alcor comme bénéficiaire. Les membres qui se sont inscrits portent des bracelets d'alerte médicale informant les hôpitaux et les médecins de prévenir Alcor en cas d'urgence ; dans le cas d'une personne dont on sait qu'elle est proche de la mort, Alcor peut envoyer une équipe de secours à distance.
Dans certains États, les membres peuvent signer des certificats indiquant qu'ils souhaitent refuser l'autopsie de leur cadavre. La découpe des organes du corps (en particulier le cerveau) et des vaisseaux sanguins nécessaire à une autopsie rend difficile soit de préserver le corps, en particulier le cerveau, sans dommage, soit de perfuser le corps avec du glycérol. La procédure de conservation optimale commence moins d'une heure après le décès. Les membres peuvent également préciser s'ils souhaitent qu'Alcor tente de préserver le corps même si une autopsie a lieu, ou s'ils souhaitent qu'il soit enterré ou incinéré si une autopsie donne peu d'espoir de préservation.
Dans les cas de mise en attente à distance, l'assistance cardio-pulmonaire commence dès qu'un patient est déclaré légalement mort. Certains patients n'ont pas pu bénéficier d'une assistance cardio-pulmonaire immédiatement, mais leur corps a été préservé au mieux. Alcor dispose d'un réseau d'auxiliaires médicaux dans tout le pays et de sept chirurgiens, situés dans différentes régions, qui sont de garde 24 heures sur 24. Si un patient d'Alcor est accueilli par une équipe de réserve (généralement dans un hôpital, un hospice ou à domicile), l'équipe effectue une RCP pour maintenir le flux sanguin vers le cerveau et les organes tout en pompant simultanément une solution de préservation des organes dans les veines.
Les corps sont ensuite transportés le plus rapidement possible au siège d'Alcor à Scottsdale, où ils subissent les derniers préparatifs dans le laboratoire de pontage cardiopulmonaire d'Alcor. Dans la Patient Care Bay, ils sont surveillés par des capteurs informatiques tout en étant conservés dans de l'azote liquide sous forme de vase de Dewar. L'azote liquide est ensuite renouvelé chaque semaine. Le coroner adjoint du comté de Riverside, en Californie, Dan Cupido, a déclaré qu'Alcor disposait d'un meilleur équipement que certaines installations médicales.
Les cotisations des membres couvrent un tiers du budget annuel d'Alcor, les dons et les recettes provenant de la cryopréservation des cas couvrant le reste. Alcor reçoit chaque année 50 000 dollars provenant des droits d'auteur télévisuels donnés par le scénariste et producteur de sitcom Richard C. Jones, qui est en suspension. En 1997, après un effort substantiel mené par le président de l'époque, Steve Bridge, Alcor crée le Patient Care Trust, une entité entièrement séparée pour gérer et protéger le financement du stockage, y compris la propriété du bâtiment. Alcor reste la seule organisation de cryogénisation à séparer et à protéger le financement de cette manière ; les 2% de croissance annuelle du Trust suffisent pour l'entretien des patients. Au moins 115 000 dollars de l'argent reçu pour chaque corps entier vont dans ce trust pour le stockage futur, 25 000 dollars pour un cerveau. Certains membres ont déjà pris des mesures en ce sens de leur propre chef. Les biens peuvent également être stockés, via une tierce partie.

## Corps déjà cryopréservés
Parmi les cadavres conservés figurent ceux de Dick Clair, scénariste et producteur de sitcom pour la télévision, lauréat d'un Emmy Award, la légende du baseball Ted Williams et son fils John Henry Williams, et le transhumaniste FM-2030,.
Le stockage des cadavres a augmenté à un rythme d'environ 8% par an depuis la création d'Alcor, triplant entre 1987 et 1990. Le corps le plus ancien conservé (par âge au décès) est celui d'une femme de 101 ans, et le plus jeune est celui d'une fille de 2 ans. Alcor a eu des clients en Australie. Un de ses clients sur quatre réside dans la région de la baie de San Francisco.

## Cas et controverses

### Dora Kent
Avant que la société ne quitte Riverside, en Californie, pour s'installer en Arizona en 1994, elle est devenue un centre de controverse après qu'un coroner du comté ait affirmé que la cliente d'Alcor, Dora Kent (la mère de Saul Kent, membre du conseil d'administration d'Alcor), avait été assassinée avec des barbituriques avant que sa tête ne soit retirée pour être conservée par le personnel de la société. Alcor a soutenu que le médicament avait été administré après sa mort. Aucune accusation n'a jamais été portée ; l'ancien coroner adjoint du comté de Riverside, Alan Kunzman, a par la suite affirmé que cela était dû à des erreurs et à de mauvaises prises de décision de la part d'autres personnes de son bureau.
Un juge a statué que Kent était déjà décédée au moment de la décapitation et qu'il n'y avait pas eu d'acte criminel. Alcor a poursuivi le comté pour fausse arrestation et saisie illégale et a gagné les deux procès. L'incident a fait augmenter le nombre de membres d'Alcor grâce à la publicité qui en a résulté.

### Ted Williams
En 2002, Alcor a attiré une attention considérable lorsque la star du baseball Ted Williams a été placé en suspension cryogénique. Bien qu'Alcor préserve la vie privée de ses patients s'ils le souhaitent et n'a pas révélé que Williams se trouvait dans l'établissement de Scottsdale, la situation a été révélée dans des documents judiciaires issus d'un conflit familial élargi à propos des souhaits de Williams concernant sa dépouille. Alors que les enfants de Williams, Claudia et John Henry, ont affirmé que Williams souhaitait être conservé à Alcor, leur demi-sœur et aînée, Bobby-Jo Ferrell, a contesté en affirmant que son père souhaitait être incinéré. L'avocat de Williams a produit une note signée par Williams, John Henry et Claudia disant "JHW, Claudia et papa sommes tous d'accord pour être mis en biostase après notre mort. C'est ce que nous voulons, pouvoir être ensemble à l'avenir, même si ce n'est qu'une chance". John Henry a déclaré plus tard : "Il était très porté sur la science et croyait aux nouvelles technologies et au progrès de l'humanité et était un pionnier. Même si les choses semblaient parfois impossibles, il a toujours su qu'il y avait toujours une chance d'attraper un poisson - seulement si vous aviez votre mouche dans l'eau".
En 2003, Sports Illustrated a publié des allégations de l'ancien directeur général d'Alcor, Larry Johnson, selon lesquelles la société avait malmené la tête de Williams en perçant des trous et en la fissurant accidentellement. Johnson a également affirmé qu'une partie de l'ADN de Williams était manquante ; l'article prétend que le fils de Williams, John Henry Williams, souhaitait vendre une partie de l'ADN de son père, une accusation que John Henry a démentie. L'avocat de Williams a qualifié ces allégations d'ADN de "proposition absurde" et a accusé Johnson d'essayer de faire la une des journaux. Alcor a nié les allégations de disparition d'ADN.
John Henry Williams est ensuite mort d'une leucémie, et ses restes sont également conservés à Alcor. Après la mort de John Henry, Ferrell a de nouveau intenté un procès, mais les représentants de la succession de Williams ont répété qu'il souhaitait être à Alcor.

### Décès en 1992
En plus de ses allégations sur Williams, Johnson a remis à la police une conversation enregistrée dans laquelle il prétend que Hugh Hixon, ingénieur des installations d'Alcor, a déclaré qu'un employé d'Alcor avait délibérément précipité la mort imminente en 1992 d'un patient en phase terminale du SIDA, avec une injection de Métubine, un médicament paralysant. En 2009, Carlos Mondragon, le PDG d'Alcor au moment de l'incident, a déclaré à ABC News qu'il avait été mis au courant des allégations à l'époque de l'affaire et qu'en conséquence, il avait rompu les liens d'Alcor avec l'employé qui aurait précipité la mort du patient.

### Affaire Alcor contre Richardson
Dans l'affaire Alcor Life Extension Foundation contre Richardson, la Cour d'appel de l'Iowa (en) a ordonné que les restes d'Orville Richardson soient déterrés après avoir été enterrés par sa famille en violation de son accord avec Alcor.